# Kloster Evangelistria

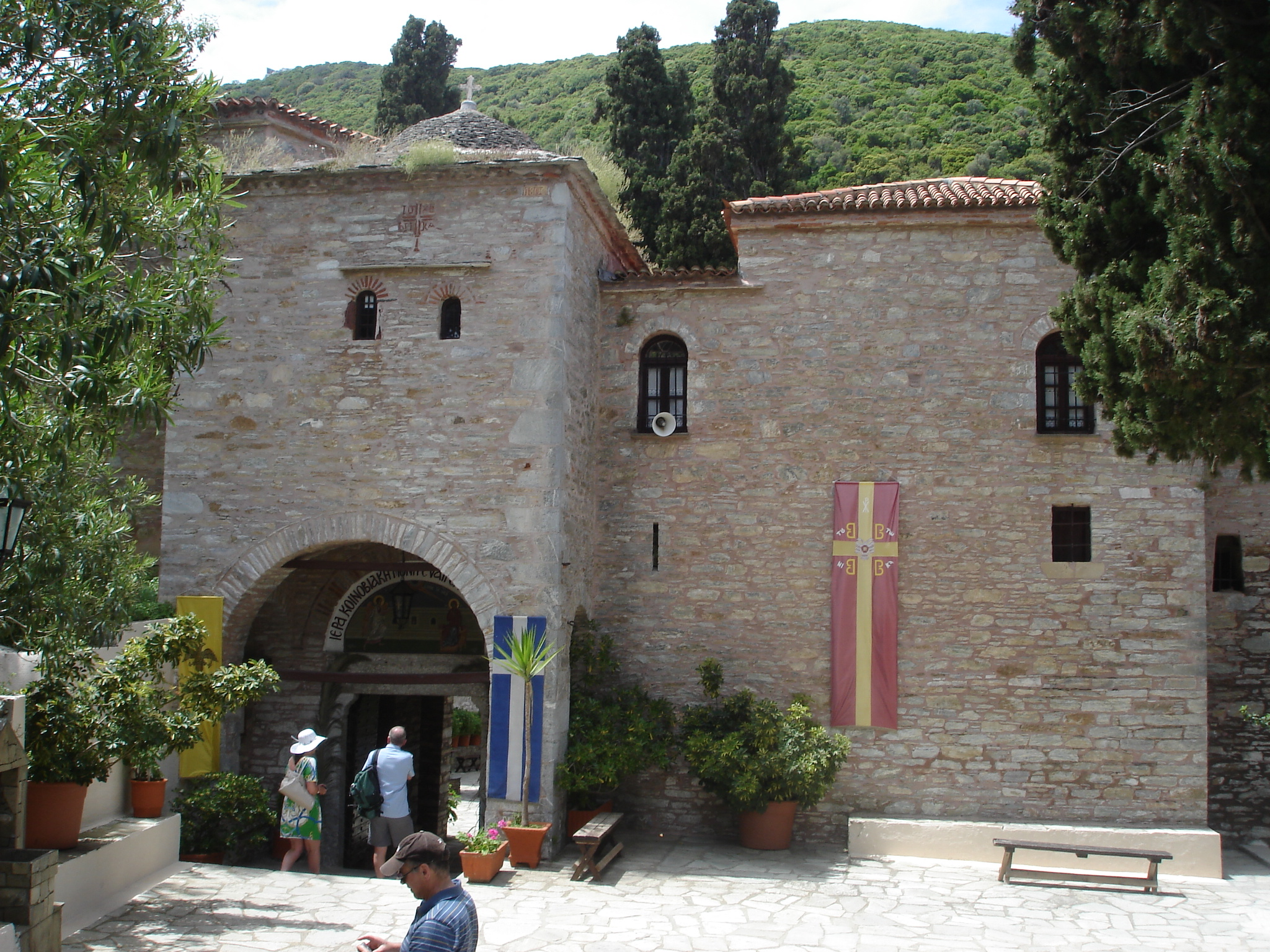
Torhaus des Klosters

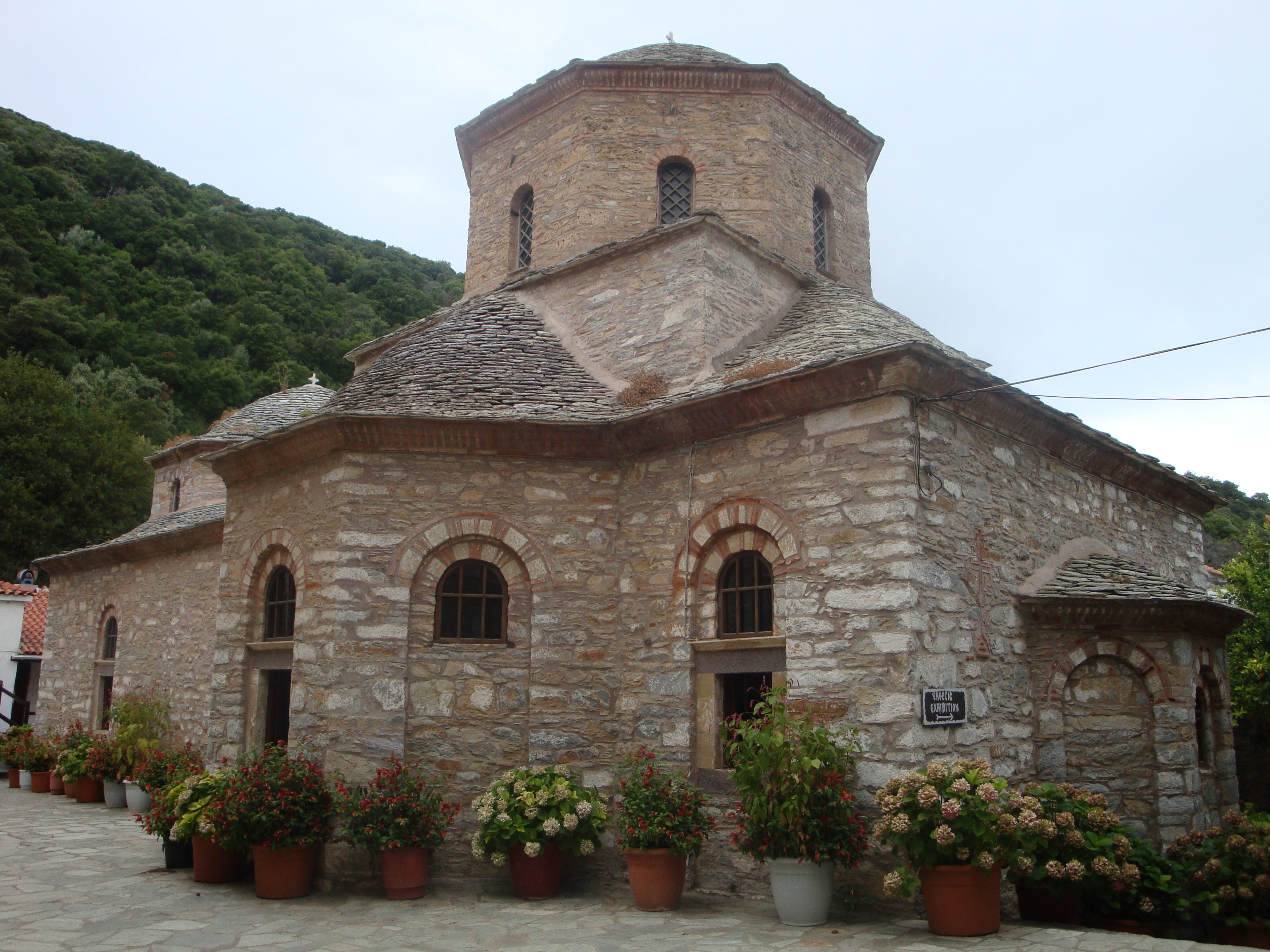
Kirche (Catholicon) des Evangelistria-Klosters

Das Kloster der Verkündigung des Herrn (griechisch Ιερά Μονή Ευαγγελισμού της Θεοτόκου, Iera Moni Evangelismou tis Theotokou auch: Evangelistria-Kloster, umgangssprachlich: Vangelistra, griechisch Ιερά Μονή Ευαγγελίστριας, Iera Moni Evangelistrias) ist ein Kloster auf einem Hügel am Bach Lechounia, etwa 3,5 km nördlich von der Stadt Skiathos entfernt auf der Sporadeninsel Skiathos. Es ist das einzige noch aktive Kloster auf Skiathos.

## Name
Das Kloster ist der Verkündigung des Herrn, beziehungsweise der Verkündigung der Gottesgebärerin (gr.: Evangelismos tis Theotokou) geweiht. „Evangelistrias“ ist eine Abkürzung. Das Fest wird am 25. März gefeiert.

## Geschichte
1794 siedelten sich Mönche im Kloster an, so genannte Kollyvaden, die aus der Mönchskolonie am Berg Athos ausgewandert waren, nachdem es Konflikte um Gottesdienstformen gegeben hatte. Sie wurden angeführt von Nifon von Chios. Einer der Mönche war Grigorios Chatzistamatis, der auf Skiathos Land von seinem Vater geerbt hatte.
1807 traf sich eine Gruppe griechischer Freiheitskämpfer im Kloster und legte einen Eid der Freiheit auf die neu entworfene Flagge Griechenlands ab, damals das weiße Kreuz auf einem himmelblauen Hintergrund, die im Kloster gewebt worden war. Unter den Freiheitskämpfern waren Theodoros Kolokotronis, Andreas Vokos Miaoulis, Thymios Vlachavas, Nikotsaras und andere.
1839 wurde der Philosoph Theophilos Kaïris im Kloster unter Arrest gestellt.

## Architektur
Die Hauptkirche (Katholikon) des Klosters ist eine byzantinische dreischiffige Kreuzkuppelkirche mit drei Kuppeln. Die Ikonostase ist mit Holzschnitzereien reich verziert und enthält Ikonen aus dem 17. und 18. Jahrhundert.

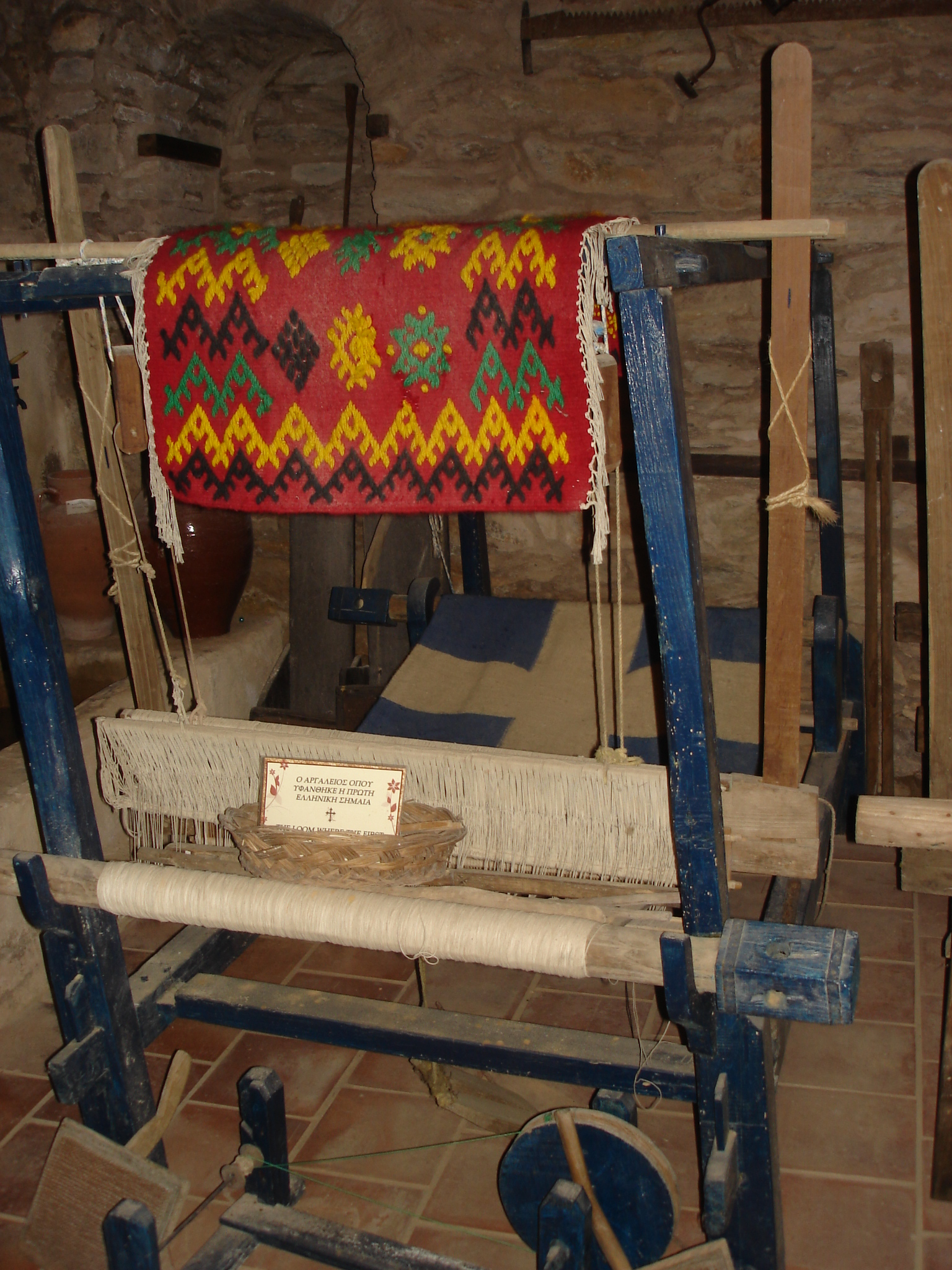
Der Webstuhl, auf dem die erste griechische Flagge gewebt wurde.

Das Museum beherbergt liturgische Gegenstände und gibt Informationen über die Geschichte des Klosters, über die Gewänder der Priester, wertvolle Bücher und Manuskripte aus dem 17. Jahrhundert und anderes. Auch der Webstuhl, auf dem die erste griechische Flagge gewebt wurde, ist ausgestellt und es gibt eine photographische Dokumentation der folgenden Unabhängigkeitskriege.
In den Weingärten des Klosters wird der Alypiakos, ein roter Muskateller angebaut. Man sagt, dass diese Rebsorte seit dem 5. Jahrhundert auf der Insel angebaut wird und nach Abt Alypos, dem vierten Abt des Klosters benannt wurde. Ein Teil der Produktion wird für den liturgischen Gebrauch verwendet.
Bei der Kapelle Zoodochos gibt es einen Dreschplatz (Aloni) aus dem 18. Jahrhundert.
Als Hauptfest des Klosters wird am 15. August der Heimgang Marias gefeiert.

## Äbte
- Nifon von Chios († 1809)
- Grigorios Chatzistamatis (1809–1815)
- n.n.
- Alypios Dimitriadis
- 25 weitere Äbte
- Angelos Lyssaris (1998–2010)
- Iosif Katsouras (seit 2010)